# Đại Đồng, Đài Bắc
Đại Đồng (tiếng Trung: 大同區; bính âm: Dàtóng Qū; Wade–Giles: Ta-t'ung Chü; Bạch thoại tự: Tāi-tông-khu) là một khu của thành phố Đài Bắc, Trung Hoa Dân Quốc (Đài Loan). Khu nằm giữa tuyến tàu điện ngầm Đài Bắc-Tuyến Đỏ và bờ đông của sông Đạm Thủy, và nằm giữa Đại lộ Công dân và đường Tông Dật Tiên. Phần phía nam của khu trước vốn là Đại Đạo Trình (tiếng Trung: 大稻埕; bính âm: Dàdàochéng), một trong những điểm định cư đầu tiên tại khu vực Đài Bắc hiện nay. Đại Đồng cũng được coi là một khu thương mại của Đài Bắc.